# Heaven Is a Place on Earth
"Heaven is a Place on Earth" är en sång, skriven av Rick Nowels och Ellen Shipley och inspelad av Belinda Carlisle. Den blev #1 på hitlistan Billboard Hot 100 i USA den 5 december 1987.
Sångtexten beskriver en kvinnas känslor för en man, och hur hennes kärlek fått henne att inse att det känns som att "himmelen är en plats på jorden" och som att de två skall skapa ett himmelrike på Jorden. Hon känner också att hon börjat förstå livet, och då hon tidigare var rädd, är hon inte det längre. Bandet Elvenking har gjort en cover på nämnda låt utifrån en mix av bland annat power-, pagan- & instrumental-metal.
På inspelningen medverkar låtskrivarna Nowels och Shipley på körsång tillsammans med Michelle Phillips från The Mamas and the Papas. Thomas Dolby spelar keyboard.
Låten har ofta spelats under musikpauserna i Radiosporten.
2001 skrev Åke Edwardsson en deckare som heter "Himlen är en plats på jorden", med boktiteln baserad på sångtiteln.

## Listplaceringar
| Lista (1988)                             | Topplacering |
| ---------------------------------------- | ------------ |
| Australiska singellistan                 | 2            |
| Österrikiska singellistan                | 10           |
| Kanadensiska singellistan                | 3            |
| Nederländska singellistan                | 7            |
| Tyska singellistan                       | 3            |
| Irländska singellistan                   | 1            |
| Italienska singellistan                  | 6            |
| Nyzeeländska singellistan                | 1            |
| Norska singellistan                      | 1            |
| Svenska singellistan                     | 1            |
| Schweiziska singellistan                 | 1            |
| Sydafrikanska singellistan               | 1            |
| Brittiska singellistan                   | 1            |
| Amerikanska Billboard Hot 100            | 1            |
| Amerikanska Billboard Adult Contemporary | 7            |